# Shurpanakha

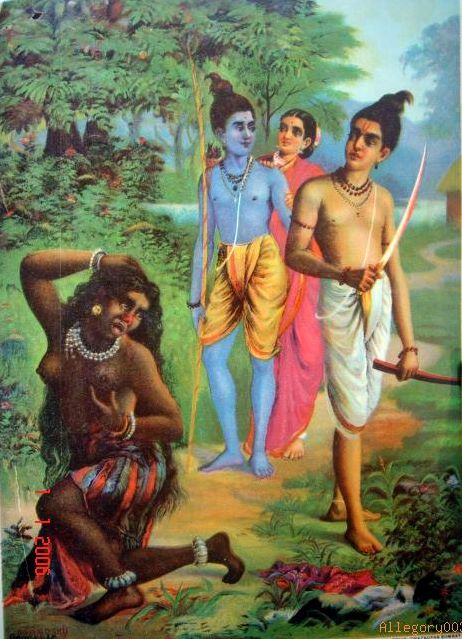
Die Verstümmelung von Surpanaka durch Lakshmana. Im Hintergrund stehen Rama und Sita

Shurpanakha (Sanskrit शूर्पणखा śūrpaṇakhā) ist eine Rakshasa aus dem indischen Nationalepos Ramayana und dort die Schwester des zehnköpfigen Dämonenfürsten und Königs von Lanka, Ravana. Ihr Handeln ist ursächlich für die spätere Entführung der Prinzessin Sita durch Ravana.

## Das Ramayana
Der Ramayana-Epos entstand zwischen dem 4. Jh. v. Chr. und dem 2. Jh. n. Chr. in Indien. Es handelt sich um eine aus 24.000 Doppelversen bestehende Kunstdichtung, die dem legendären Sänger Valmiki zugeschrieben wird und seit dem 2. Jh. n. Chr. als weitgehend abgeschlossen gilt. Sich mit den indischen Religionen verbreitend entfaltete es in Südostasien einen sehr großen kulturellen Einfluss und wurde an die regionalen Verhältnisse angepasst. So ist es in Thailand als Ramakian zur Gründungslegende der Chakri-Dynastie geworden, die sich in einer Abstammungslinie mit Rama sieht, während es zum Beispiel in Indonesien maßgeblich Wayang und Kecak prägte und im Khmerreich die Tempel- und Palastbauten Angkors. In Indien ist es neben dem Mahabharata das zweite Nationalepos.

## Shurpanaka im Ramayana
Shurpanakha ist das jüngste Kind der Rakshasa Vishrava und Kaikasi. Ihr Mann ist Vidyujjibha, der König von Kalakas. Dieser wird später von Ravana getötet, weil er ihn in einer Schlacht nicht genügend unterstützt hat.
Als Shurpanakha im Wald Dandaka, in dem sie lebt, spaziert und Rama begegnet, der sich dort in Verbannung mit seiner Frau Sita und seinem Halbbruder Lakshmana befindet, verliebt sie sich in ihn. Rama verweist die Dämonin, welche von grausiger und unförmiger Gestalt ist,  auf den unverheirateten  Lakshmana. Als Shurpanakha Ramas Halbbruder bittet, sie zur Frau zu nehmen, verspottet er sie, indem er ihre Schönheit preist und dagegen das fortgeschrittene Alter und die Hässlichkeit von Sita beklagt. Weiter sagt Lakshmana, er sei ihrer nicht würdig, sie solle sich wieder an Rama wenden, der seiner Frau sicher überdrüssig sei. Shurpanakha hält seine Worte für ernst, geht daraufhin in Rama und Sitas Laubhütte und will die Prinzessin verschlingen. Rama kann sie stoppen und macht seinem Halbbruder Vorwürfe für seine spöttische Rede. Nachdem ihn sein Bruder dazu auffordert, verstümmelt  Lakshmana die Dämonin, indem er ihr mit seinem Schwert Nase und Ohren abschneidet.
Die verunstaltete  Shurpanakha flieht nach Janasthan, einem Teil des Waldes von Dandaka, zu ihrem Bruder Khara, erzählt ihm ihr Leid und zeigt ihm ihre Wunden. Er schickt 14 Dämonen seines Gefolges aus Rama, Sita und Lakshmana zu töten, während  Shurpanakha ihnen den Weg weist. Als es zum Kampf kommt, kann Rama mit seinem Bogen alle Dämonen erlegen und Shurpanakha flieht zurück zu ihrem Bruder Khara. Sie klagt über die Stärke Ramas und ruft Khara höhnisch dazu auf, aus Gandaka zu fliehen, weil er diesem  nicht gewachsen sei. Damit stachelt sie den Zorn des Dämonen umso mehr an, worauf dieser seinem Heerführer Dushan befiehlt 14 000 Rakshasa zu sammeln, um gegen Rama in den Kampf zu ziehen. Khara selbst führt die Truppe mit seinem goldenen Streitwagen an. Während Sita sich unter dem Schutz Lakshmanas in einer Berghöhle verbirgt, kann Rama in einer dreistündigen Schlacht allein das gesamte Heer und Khara besiegen. Als sie den Ausgang des Kampfes mitbekommt, flieht Shurpanakha zu ihrem Bruder Ravana nach Lanka.
Sie wirft ihm Selbstsucht, Sorglosigkeit und Schwäche vor und dass er versäume, sein Königreich zu schützen und über dessen Grenzen hinauszublicken. Dann erzählt sie ihm von Ramas Sieg über die 14 000 Dämonen sowie Kharas Tod und den Verlust von Janasthan. Sie warnt Ravana, er drohe sein Königreich zu verlieren, weil er ein schlechter Herrscher sei. Shurpanakha schürt den Zorn des Dämonenkönigs, der nur durch Menschenhand sterben kann, und er fragt schließlich nach Rama. Sie erzählt ihm von der Stärke des Prinzen, ihrer Verstümmelung durch Lakshmana, und preist die Schönheit Sitas. Am Ende ihrer Rede sagt sie ihrem Bruder, Sita sei eine würdige Braut für ihn, und fordert ihn auf Rache für seinen getöteten Bruder zu nehmen und die Prinzessin zu entführen. Unmittelbar darauf macht sich Ravana auf den Weg zu seinem Onkel Maricha, der ihn bei der späteren Verschleppung Sitas nach Lanka unterstützt.
Im weiteren Verlauf des Ramayana spielt Shurphanakha keine Rolle und findet keine Erwähnung mehr.